# Marisora unimarginata
Espèce
Synonymes
- Mabuya unimarginata Cope, 1862

Statut de conservation UICN

 LC  : Préoccupation mineure
Marisora unimarginata est une espèce de sauriens de la famille des Scincidae.

## Répartition
Cette espèce se rencontre dans l'ouest du Costa Rica et au Panama.

## Description
C'est un saurien vivipare.

## Publication originale
- Cope, 1863 "1862" : Contributions to Neotropical saurology. Proceedings of the Academy of Natural Sciences of Philadelphia, vol. 14, p. 176-188 (texte intégral).